# Norra och östra Syriens symboler
Ett antal symboler och flaggor används i den Demokratiska autonoma administrationen av norra och östra Syrien. Ett officiellt emblem har antagits som representation för hela regionen med text på arabiska, kurdiska, syriska och turkiska.

## Övriga symboler och flaggor som används i nordöstra Syrien

Flaggan för Demokratiska samhällsrörelsen (TEV-DEM), den politiska koalitionen som styr federationen är en vanligt förekommande flagga i områden med kurdisk majoritet och är en horisontell trikolor med tre horisontella fält i gult, rött och grönt.
Flagga som används av det Syriska unionspartiet och det Syriska militära rådet för att representera syrianer/assyrier i nordöstra Syrien.
Kurdistans flagga som bland annat används av den Kurdiska nationella alliansen i Syrien.
Den assyriska flaggan, som bland annat används av det Syriska militära rådet, av Khaburs väktare och Nattoreh.
Den syriansk-arameiska flaggan som bland annat används av det Syriska militära rådet.